# Truncatella laurocerasi
Truncatella laurocerasi är en svampart som först beskrevs av Westend., och fick sitt nu gällande namn av Steyaert 1949. Truncatella laurocerasi ingår i släktet Truncatella och familjen Amphisphaeriaceae.   Inga underarter finns listade i Catalogue of Life.